# أندرو جيه. فوستيل
أندرو جيه. فوستيل (بالإنجليزية: Andrew J. Feustel) (و. 1965 – م) هو رائد فضاء من الولايات المتحدة الأمريكية . ولد في لانكستر .

## ريادة الفضاء
شارك في المهمات الفضائية:
- STS-125
- بعثة مكوك الفضاء إس تي إس 134.

## التعليم
تعلم في جامعة بوردو، وجامعة كوينز